# Sachaliphantes sachalinensis
Sachaliphantes sachalinensis (Tanasevič, 1988) è un ragno appartenente alla famiglia Linyphiidae.
È l'unica specie nota del genere Sachaliphantes.

## Distribuzione
La specie è stata rinvenuta in Russia, Cina e Giappone.

## Tassonomia
Per la determinazione delle caratteristiche della specie tipo sono tenute in considerazione le analisi sugli esemplari di Lepthyphantes sachalinensis Tanasevič, 1988.
In un lavoro di Saaristo e Tanasevič del 1999 è stato descritto come sottogenere di Mughiphantes Saaristo & Tanasevič, 1999; approfondite analisi, in un successivo studio dello stesso Tanasevič (2008a), hanno consentito di elevarlo al rango di genere.
Dal 2008 non sono stati esaminati altri esemplari, né sono state descritte sottospecie al 2012.